# Alphonse Osbert

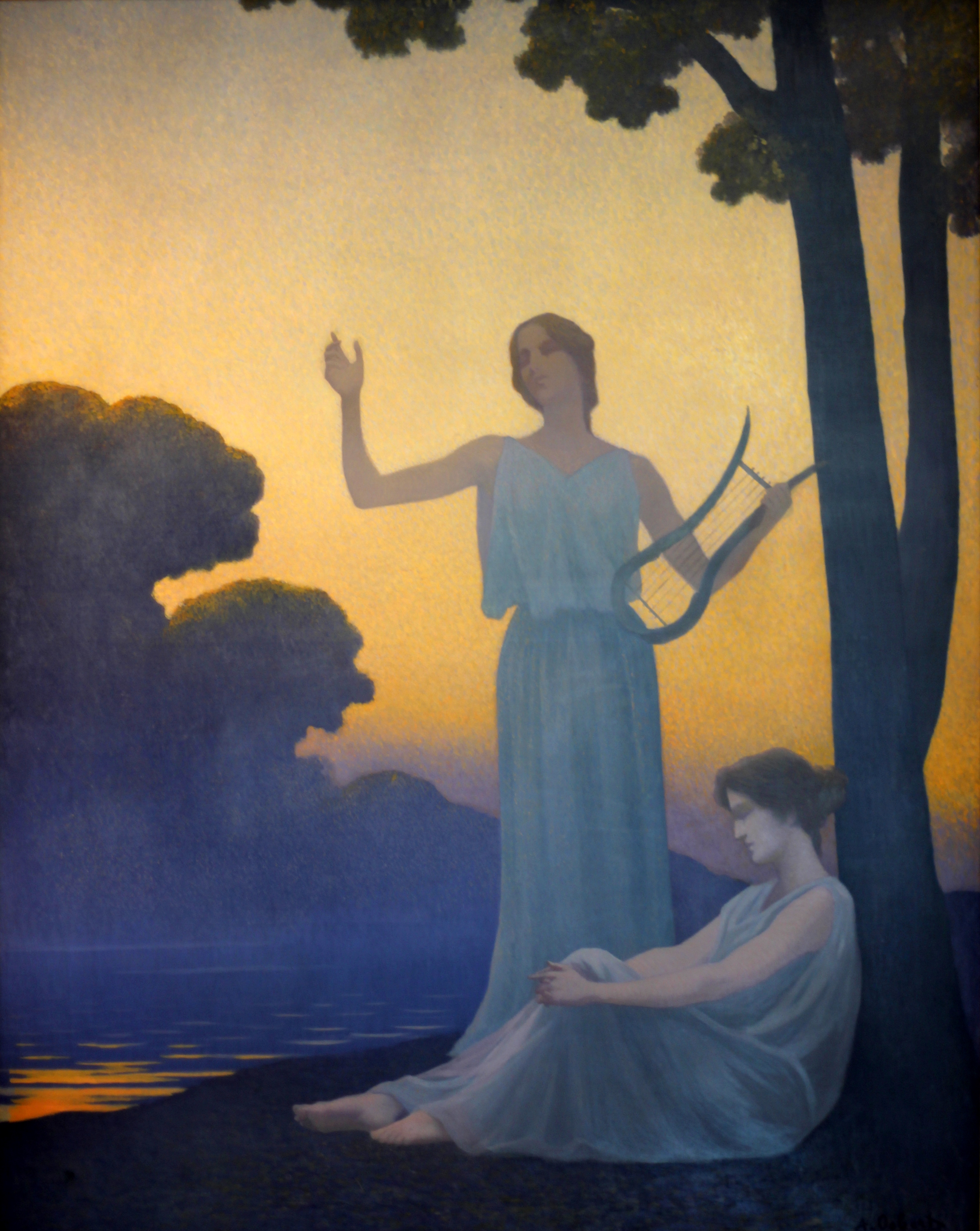
Canto del sole, 1906

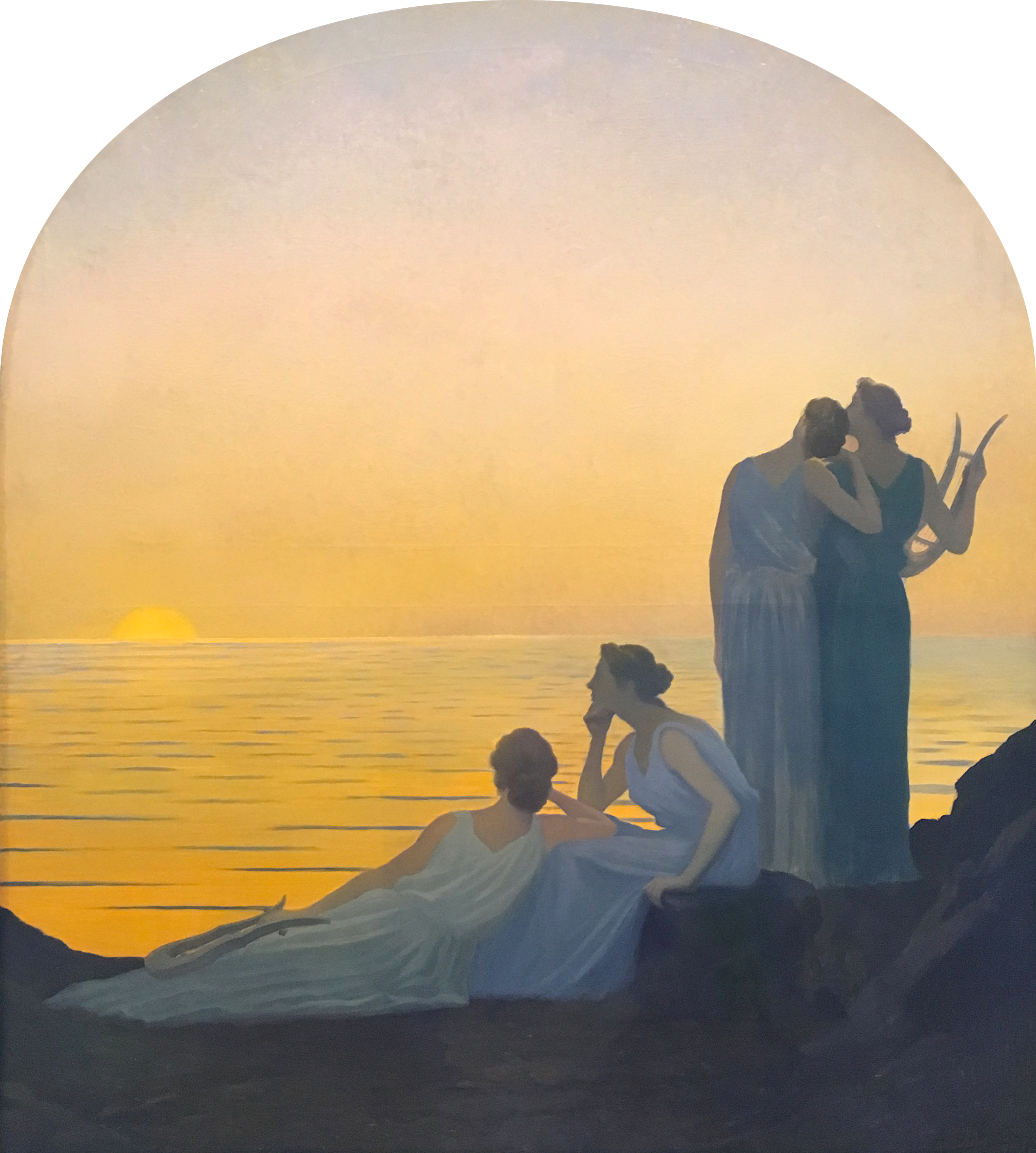
Sera antica, 1908

Alphonse Osbert (Parigi, 23 marzo 1857 – Parigi, 11 agosto 1939) è stato un pittore francese, esponente del simbolismo.

## Biografia
Nato a Parigi nel 1857 in una famiglia della buona borghesia, entrò all'École des Beaux-Arts nell'atelier di Henri Lehmann, dove fu compagno di studi di Seurat e di Aman-Jean. Sotto l'influenza dei suoi maestri Léon Bonnat e Fernand Cormon, Osbert partecipò a varie mostre con opere prettamente accademiche e di maniera.
All'inizio, infatti, egli aderì pienamente a questa visione ormai appiattita della pittura, ma che rappresentava comunque il gusto dominante, largamente acquisito e consolidato, della cultura borghese e contava quindi ancora molti aderenti ed estimatori. Né mostrò interesse quando Seurat fondò il Salon des Indépendants. Tuttavia, dopo un viaggio in Spagna e alcuni studi nella foresta di Fontainebleau, le sue concezioni mutarono per giungere poi ad una  svolta decisiva verso la fine del 1880.
Fu questo il periodo in cui egli condusse ulteriori esperimenti sulla luce e si avvicinò al Salon des Indépendants, dove poté incontrare Maurice Denis e, soprattutto, Puvis de Chavannes. Da quell'incontro le sue idee furono sempre più influenzate dal simbolismo, cui egli infine aderì totalmente e che gli permise di riscuotere un crescente successo.
S'iscrisse all'ordine dei Rosacroce estetica di Joséphin Péladan e partecipò al loro Salon. Frequentò inoltre Stéphane Mallarmé. Sostenuto dal giornale La Plume e apprezzato dalla critica, ricevette vari artisti nel proprio studio e, in quegli anni, divenne uno dei pittori simbolisti di riferimento.
Sebbene il suo stile non si fosse rinnovato più sino ai primi del 1900, il successo era ormai acquisito: Osbert esponeva in tutta la Francia e all'estero, e ricevette richieste per lavori di grandi dimensioni all'interno di opere pubbliche, come ad esempio la decorazione della hall della stazione termale di Vichy (1902 - 1904) o quella della Sala del Municipio di Bourg-la-Reine (1911 - 1913).
Ma il suo linguaggio, sia tematico che formale, rimase comunque legato al simbolismo e, di conseguenza, esso perdette interesse nei confronti delle nuove esperienze dei giovani pittori. Con l'arrivo della vecchiaia Osbert dipinse sempre meno, fino ad essere a mano a mano dimenticato col passare degli anni.
Morì a Parigi nel 1939, ottantaduenne, nel suo atelier che occupava dal 1880.

## Galleria d'immagini

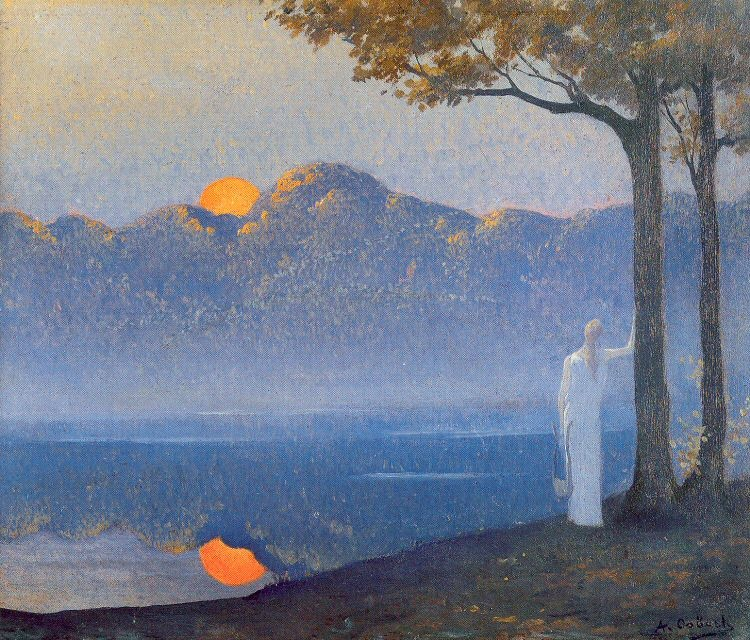
La musa all'alba, 1918
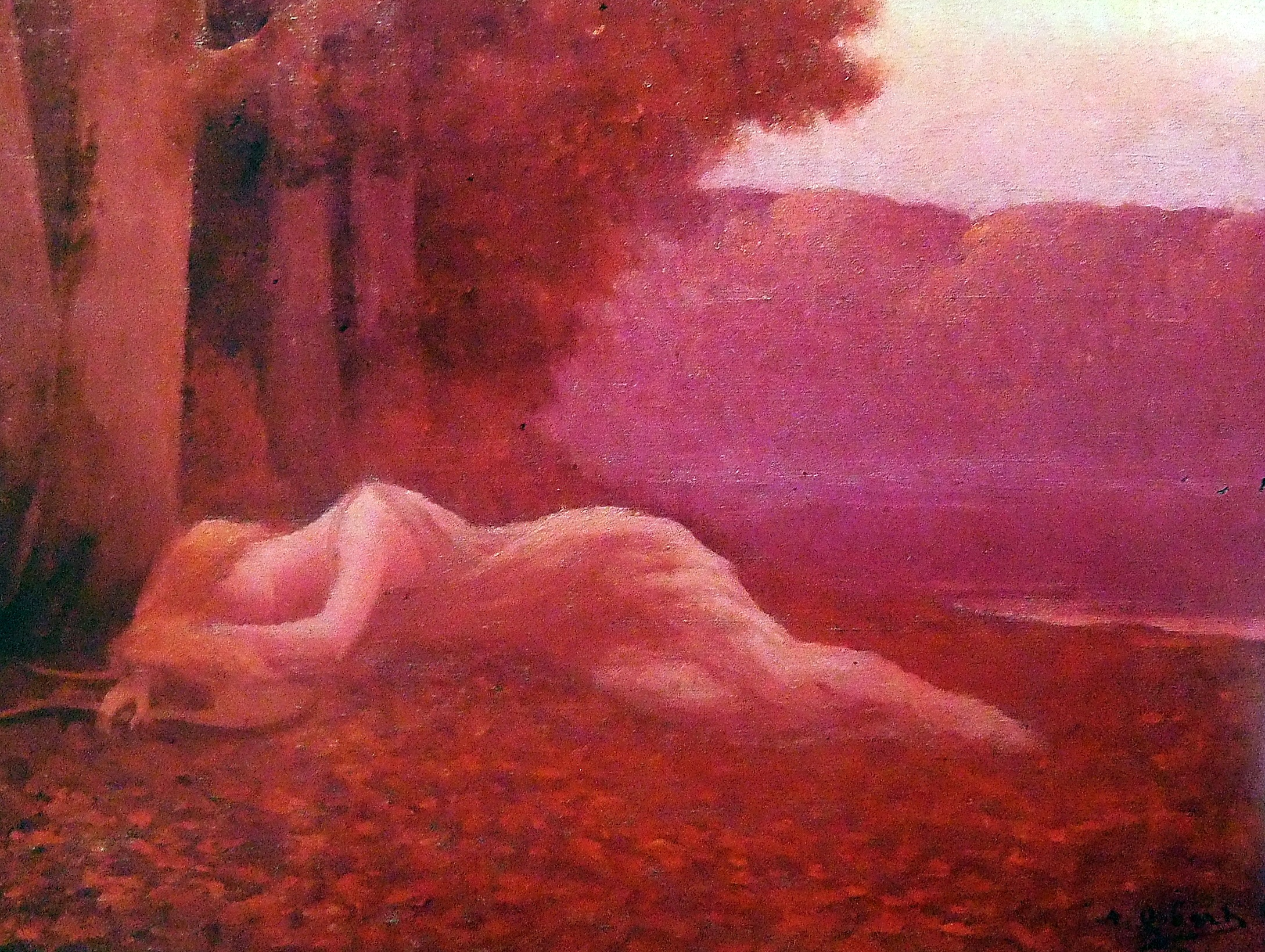
Ninfa dormiente, 1905
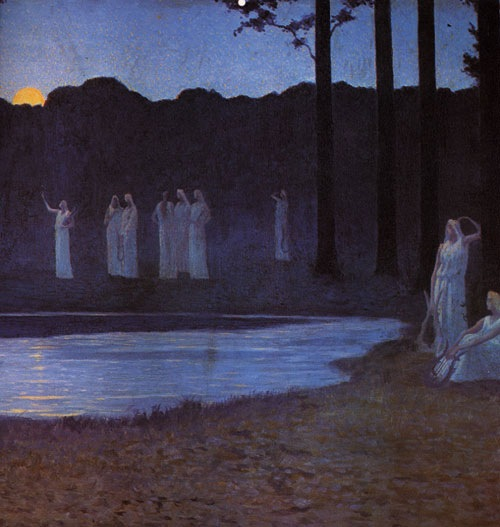
Canto della Notte, 1896
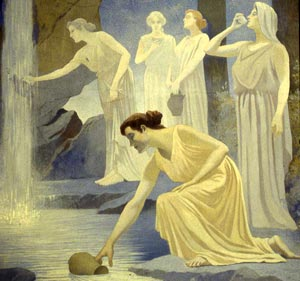
Senza titolo, 1900
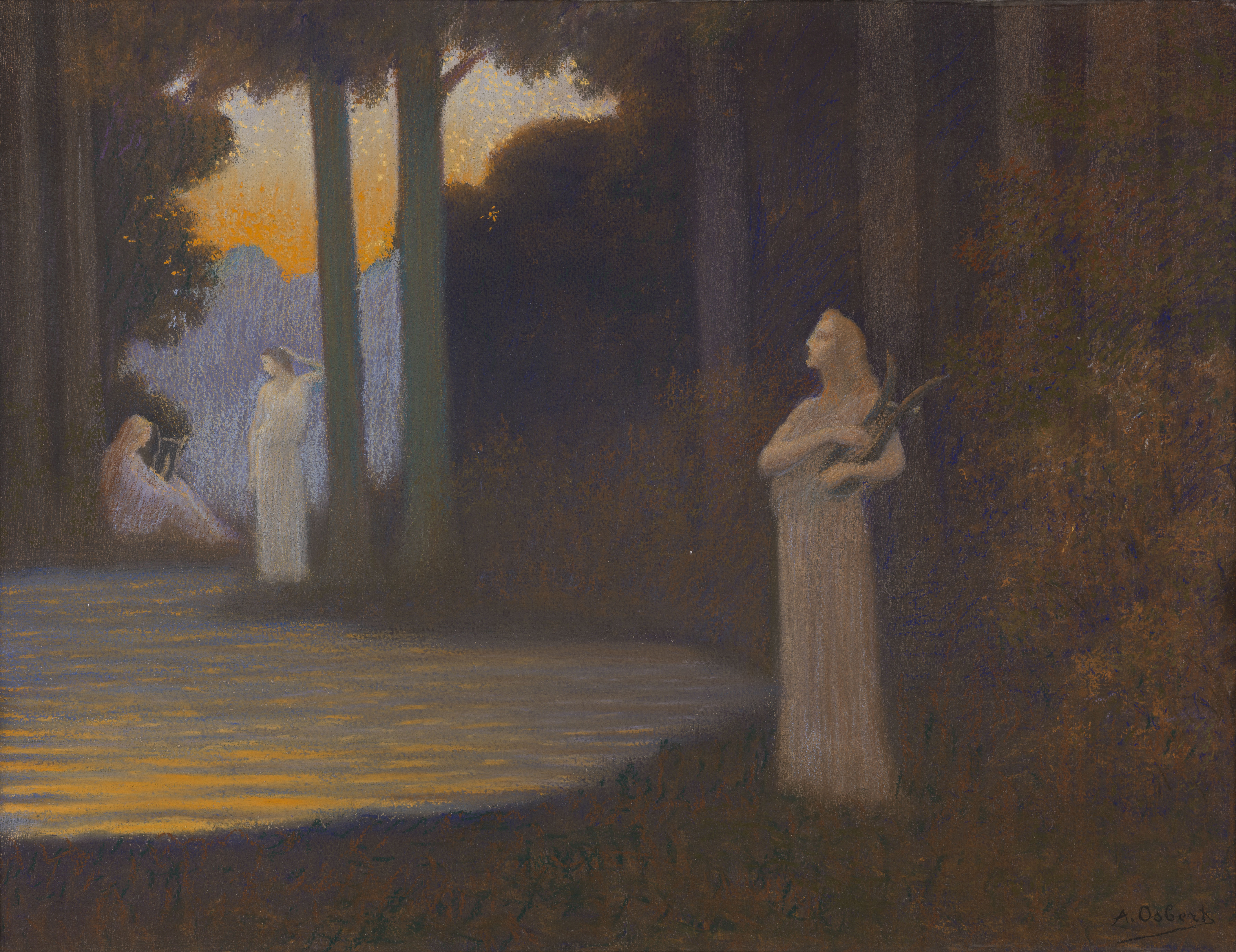
Lirica della Foresta, 1883
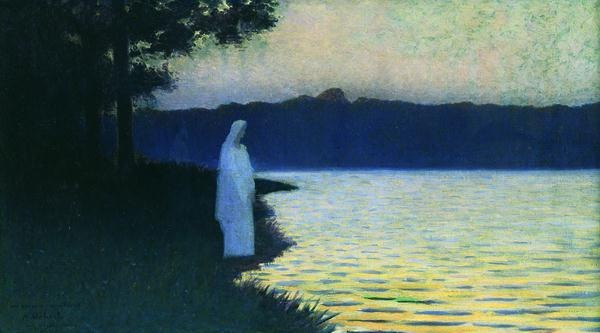
Acque calme, 1895
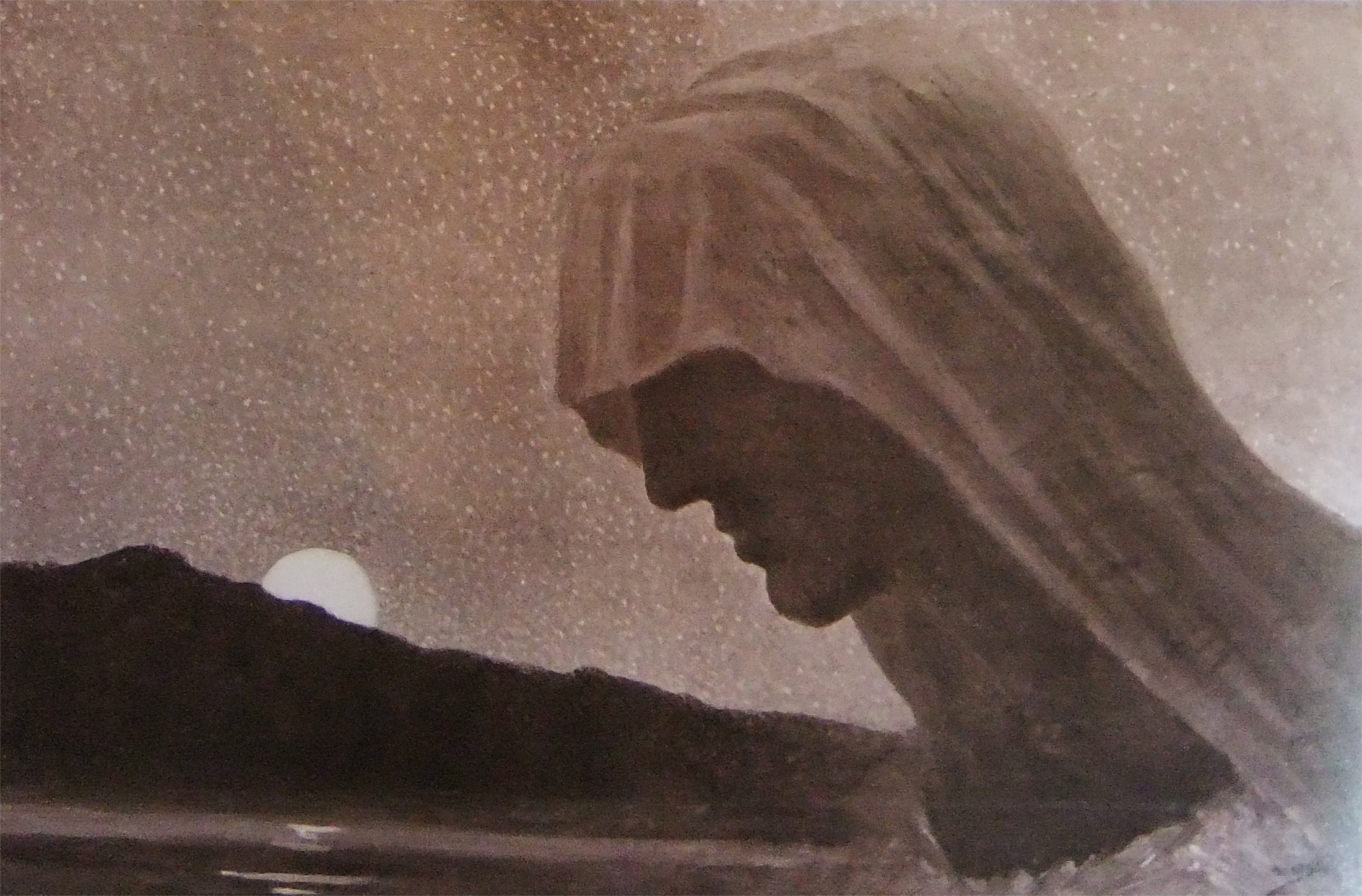
Saffo, 1888